# Civilización cicládica

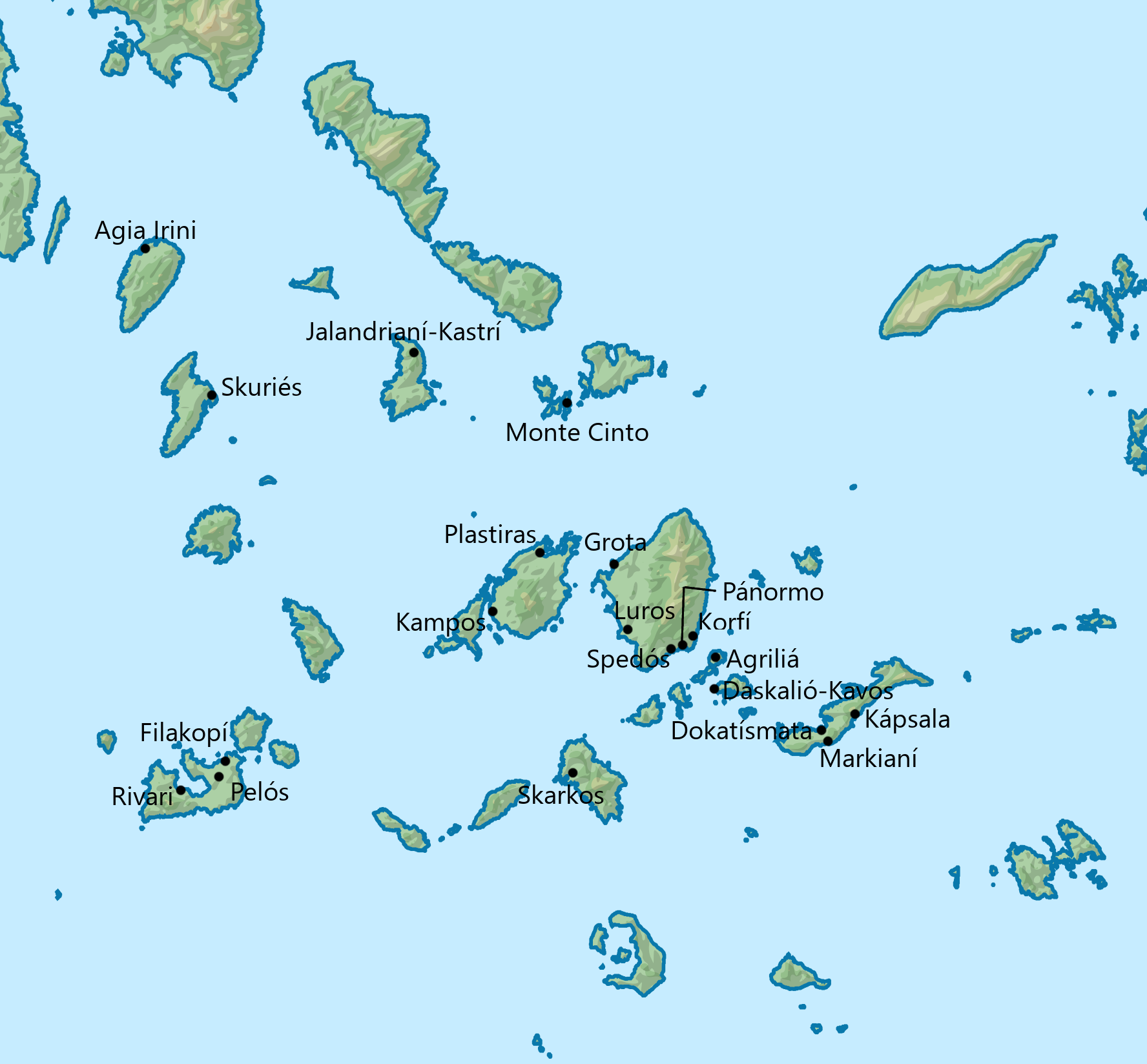
Algunos de los principales yacimientos arqueológicos de la Edad del Bronce Antigua en las Cícladas.

La civilización cicládica (también conocida como cultura cicládica o periodo cicládico) es una cultura arqueológica de la Edad de Cobre y de Bronce de las islas Cícladas, en el mar Egeo, que abarca aproximadamente el periodo del 3300 a. C. al 2100 a. C.
La cicládica forma parte de la civilización egea o, en plural, civilizaciones egeas, que son denominaciones historiográficas para la designación de un grupo de civilizaciones prehelénicas (es decir, anteriores a la civilización griega) que se desarrollaron en la protohistoria en torno al mar Egeo. Además de la cicládica, pertenecen a este grupo las civilizaciones minoica (isla de Creta) y la micénica (Grecia continental europea —particularmente el Peloponeso—). También se ha especulado de una cuarta civilización, la luvita.
Esta civilización es conocida por los ídolos o estatuillas de mármol, la mayoría femeninos. Muchas de estas figurillas han sido halladas en las excavaciones oficiales pero, sobre todo en los inicios del siglo XX, bastantes de ellas fueron saqueadas en excavaciones ilegales para satisfacer al creciente mercado de antigüedades cicládicas.

## Medio geográfico
En mitad del Egeo, entre las Espóradas y Creta, entre la península helénica y Anatolia, se halla el archipiélago de las Cícladas. Estas islas deben el nombre a su disposición aproximadamente circular (kyklos en griego significa círculo) en torno a Delos, la isla sagrada que vio nacer a Apolo. Algunas de las más destacadas son Naxos, Siros, Miconos, Paros, Milo, Sifnos, Amorgós, Tinos, Serifos y Santorini.
Entre las circunstancias geográficas favorables para que aquí surgiera una notable civilización en la Edad del Bronce Antigua puede citarse su posición como una especie de puente en el Mediterráneo oriental, la riqueza del subsuelo y la relativa suavidad de su clima. 

## Historia

### Precedentes del Neolítico

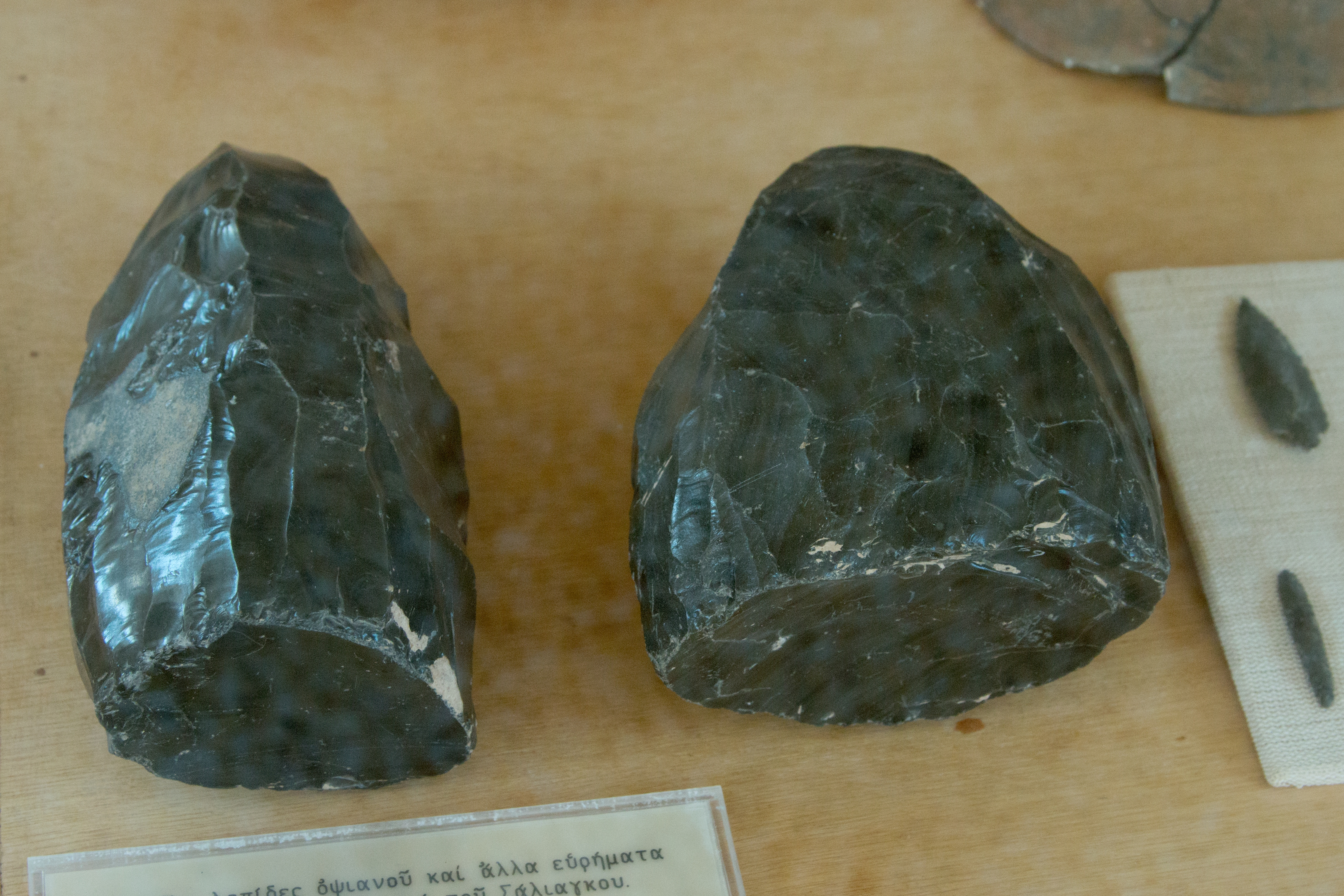
Piedras de obsidiana encontradas en Salíagos, del periodo neolítico (hacia 4000-3000 a. C.) Se exponen en el Museo Arqueológico de Paros.

Las raíces de la civilización cicládica se hunden en tiempos remotos. Quizá en el 7000 a. C. Prueba de ello es la difusión de la obsidiana de Milo. De esta isla provienen numerosos objetos cortantes de obsidiana encontrados en diferentes asentamientos prehistóricos del Mediterráneo oriental, especialmente en la costa turca y en Tesalia (Grecia), aunque esto solo demuestra una frecuentación de la zona, que no supone necesariamente la existencia en ella de una base establecida de civilización. De hecho, los primeros indicios de comunidades organizadas en las Cícladas no van más allá del 5000 a. C. Y todavía en el Neolítico final, es decir, en la segunda mitad del cuarto milenio a. C., el grado de desarrollo de estas comunidades cicládicas parece limitado, sobre todo si lo comparamos con el de los centros del Oriente más inmediato: Anatolia, Siria, Canaán. Se trataría, según los datos que tenemos, de pequeñas aldeas de pescadores o de agricultores muy pobres.
Una característica cultural neolítica que amalgama elementos anatolios y del continente griego en el Egeo occidental antes del 4000 a. C., basada en el trigo (triticum dicoccum) y cebada silvestre, ovejas y cabras, cerdos, y atunes que fueron arponeados desde pequeños barcos (Rutter). Sitios excavados como Sáliagos y Kefala (en Ceos) muestran signos de trabajo del cobre. Cada una de las pequeñas islas Cícladas mantienen no más de unos pocos miles de habitantes, aunque los modelos de barcos del cicládico final muestran que cincuenta remeros pudieron ser reunidos de comunidades dispersas (Rutter).

### Edad de los Metales
En el periodo Calcolítico, aproximadamente entre el 3300 a. C. y el 2100 a. C., aquella civilización se expresó con notable originalidad. Y ello a pesar de que la facilidad de comunicación con las zonas ribereñas del Mediterráneo ofrecía a los habitantes de estas islas la posibilidad de absorber toda clase de influjos culturales foráneos.
El desarrollo de las actividades marineras y el cultivo de la vid son el resorte que dispara la transformación de las estructuras económicas, sociales y culturales de los isleños. Sus productos llegan a Grecia y a diversas regiones del Mediterráneo oriental. Hablaríamos de un verdadero despegue económico, que origina diferencias sociales. Y todo esto en paz, pues los asentamientos, situados mayoritariamente en las costas, no están fortificados. Lo serán más tarde, cuando las Cícladas caigan en la órbita de Creta, más poderosa y organizada. Estaremos entonces hacia el final del bronce Antiguo, es decir, en torno al año 2100 a. C.
Con respecto a los sistemas de datación usados para la civilización cicládica, hay autores que prefieren un sistema que tenga como eje las diferentes culturas y otros que emplean uno basado en el sistema tripartito de periodos ideado por Arthur Evans. No obstante, hay diferentes propuestas acerca de las fechas entre las que estarían comprendidos los diferentes periodos y culturas. Una de ellas es la siguiente:
| Periodo               | Fechas absolutas |
| --------------------- | ---------------- |
| Cicládico antiguo I   | 3300-2900 a. C.  |
| Cicládico antiguo IIA | 2900-2600 a. C.  |
| Cicládico antiguo IIB | 2600-2300 a. C.  |
| Cicládico antiguo III | 2300-2100 a. C.  |

| Cultura      | Fechas          |
| ------------ | --------------- |
| Grotta-Pelos | 3300-2700 a. C. |
| Keros-Siros  | 2700-2300 a. C. |
| Filakopí I   | 2300-2100 a. C. |

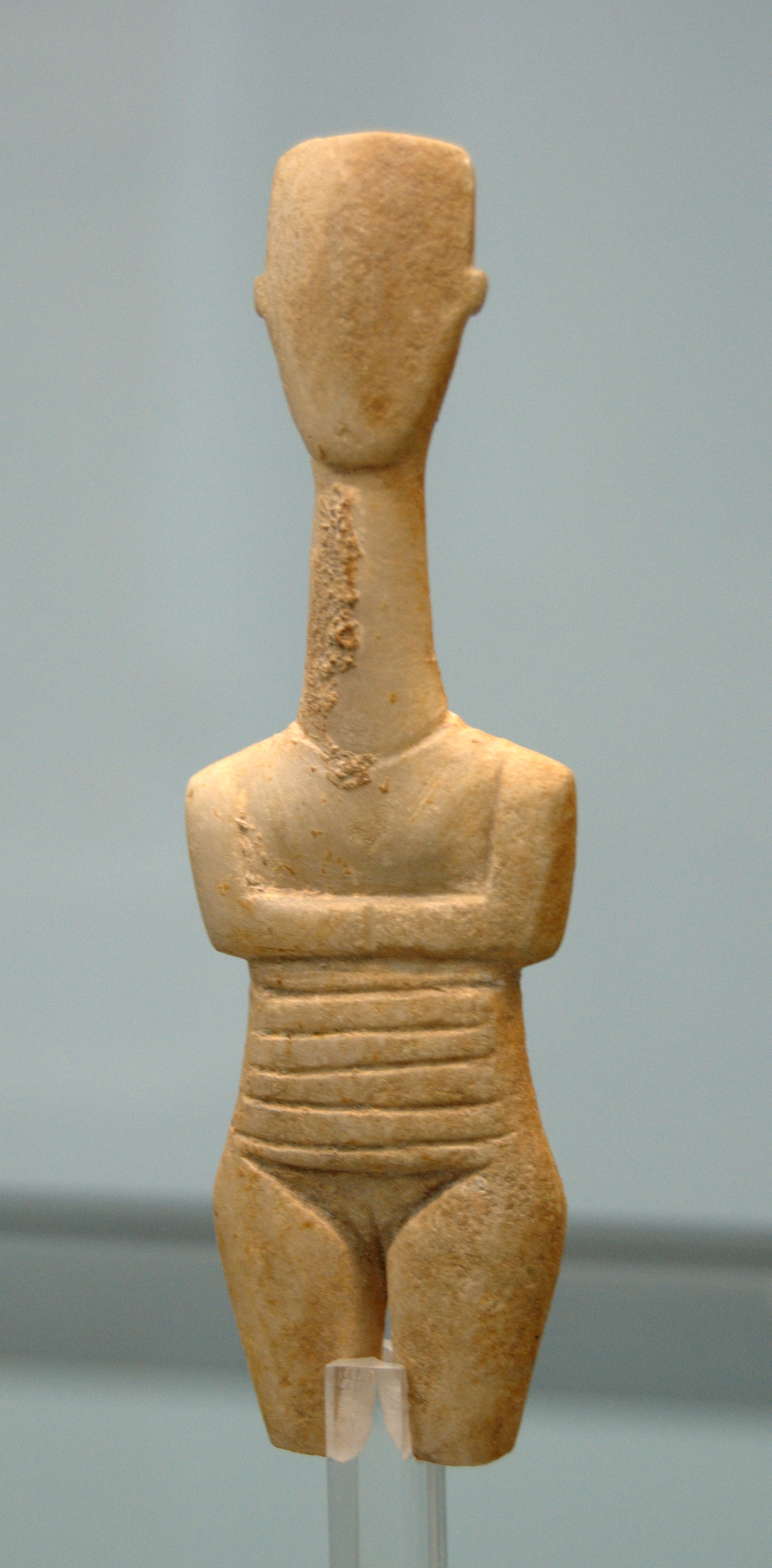
Figurilla de mujer embarazada (tercer milenio a. C.)

En el Cicládico antiguo I floreció la cultura Grotta-Pelos. Es un periodo en el que la explotación de metales y los contactos con otras áreas del Egeo eran aún limitados, pero el relativamente gran número de necrópolis que se conocen indica un aumento de los asentamientos permanentes. Además aparecieron las características estatuillas cicládicas de mármol, inicialmente de tipo llamado «caja de violín», muy esquemáticas, y a finales del periodo también se realizaron otras estatuillas más naturalistas. 
El Cicládico antiguo II es el periodo de apogeo de la civilización cicládica, en el que se desarrolló la metalurgia, se intensificaron los contactos con otras áreas del Egeo, aumentaron los asentamientos y se diversificaron los tipos de enterramientos. Además, aparecieron nuevas formas de cerámica y las estatuillas de mármol antropomórficas alcanzaron su mayor nivel de perfección.
En el Cicládico antiguo III, sin embargo, se aprecia una disminución del número de asentamientos mientras que en el arte de las estatuillas se volvió a las formas esquemáticas del periodo inicial. Aparecieron nuevas formas en la cerámica y la orfebrería, quizá procedentes de Asia Menor. Posiblemente se trató de una época de desastres y perturbaciones que llegó a todas las áreas del Egeo.
Después del 2100 a. C., cuando la altamente organizada cultura palaciega de Creta surgió, las islas declinaron, con la excepción de Delos, que conservó su arcaica reputación como santuario durante el periodo de la civilización clásica griega (ver liga de Delos). Y más tarde cae bajo la cada vez más predominante influencia política y artística del continente griego.

## Arqueología

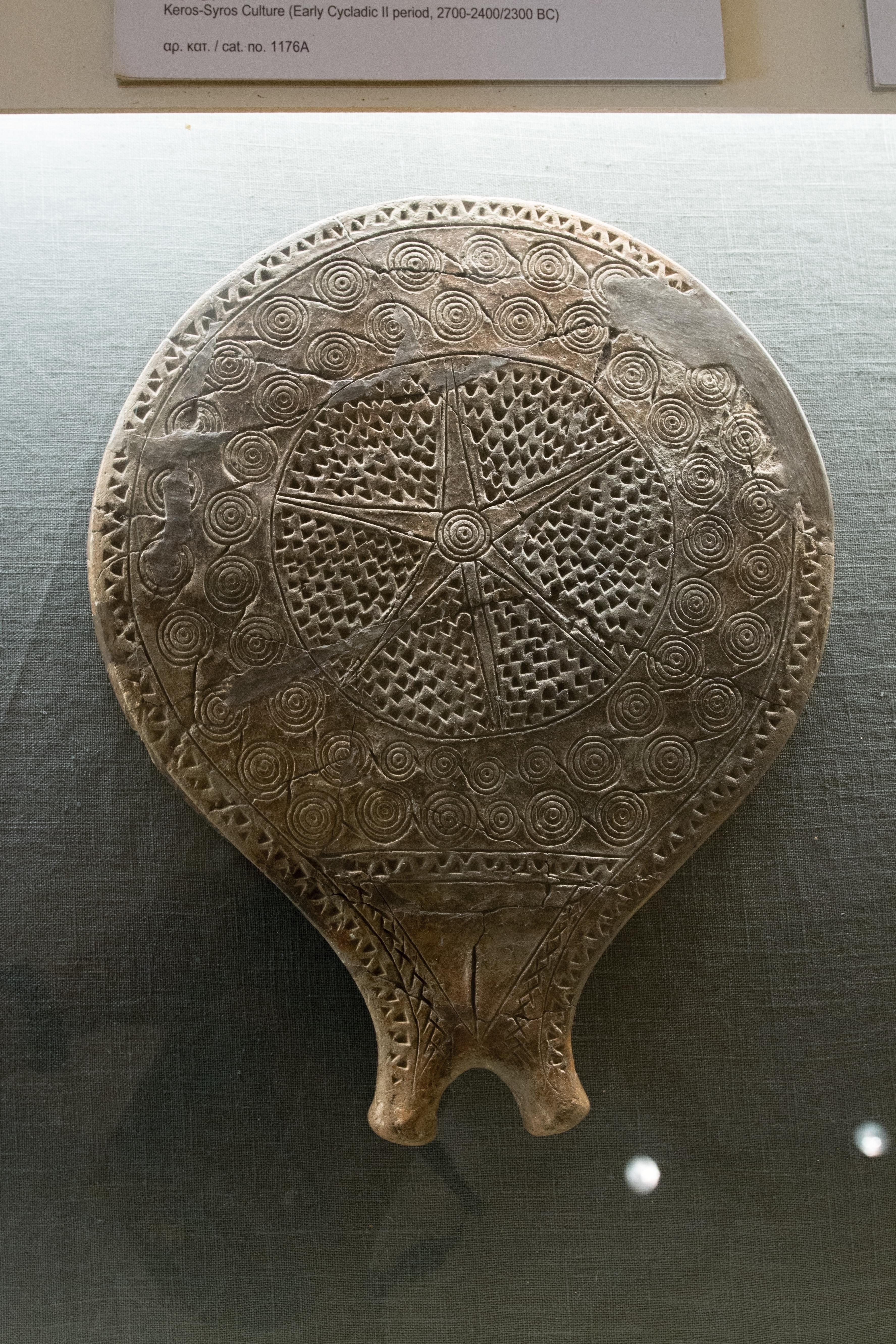
Una de las características sartenes cicládicas expuesta en el Museo Arqueológico de Siros (2700-2300 a. C.)

Hay que advertir, de entrada, que aún quedan muchos puntos oscuros, muchos datos por codificar, muchas hipótesis no probadas. 
El estudio del Cicládico ha sido laborioso, complejo y aún no puede darse por concluido.
El historiador griego Tucídides había escrito en el siglo V a. C.: "Minos (...) dominó las Cícladas y fue el colonizador de gran parte de ellas, después de haber expulsado a los carios".
Fueron estas palabras las que llamaron la atención del arqueólogo Ludwig Ross quien, en el segundo tercio del siglo XIX, aventuró la hipótesis de que en las sepulturas prehistóricas visitadas por él en Paros, Naxos, Amorgos y Tera (Santorini), donde se habían hallado ídolos y vasos de mármol, estaba la confirmación de la presencia de los carios en el archipiélago: un pueblo de piratas originario de la región costera del Asia Menor entre las antiguas Lidia, Licia y Frigia.
Por los mismos años del siglo XIX en que Ludwig Ross, con los textos de Tucídides en la mano, atribuía a los carios las tumbas del Cicládico, en Filakopí, en la isla de Milo, aparecían nuevas tumbas intactas colmadas de cerámica que luego se dispersaron por los museos de Europa. Veinte años después, en torno a 1850-60, el arqueólogo Papadopoulos exploró la necrópolis de Jalandrianí en la isla de Siros y formuló la hipótesis de que aquellas tumbas eran de época romana y guardaban los restos de los condenados por delitos políticos, a quienes Roma expatriaba y confinaba en los islotes de aquel archipiélago. No deben extrañarnos estas suposiciones erróneas, puesto que en aquella época no había forma de cotejar críticamente los materiales que proporcionaban las excavaciones.
Hacia 1860 comienza la exploración de los asentamientos prehistóricos de la isla de Santorini. Pero aún no puede hablarse de investigaciones científicas, susceptibles de configurar un cuadro fiable de la civilización que los hallazgos van delineando.
En los últimos años del siglo la actividad exploratoria es muy intensa, rica en observaciones que aún tienen validez. En gran parte la lleva a cabo Christos Tsountas, quien investigó lugares de enterramiento en varias islas en 1898-99, sobre todo en Amorgos, Despotikó, Paros, Antíparos, Sifnos y Siros, y acuñó el término de "civilización cicládica".
Pero las primeras excavaciones verdaderas son las que en 1896 dirige la Escuela Británica de Atenas, en Filakopí, en la isla de Milo. Las excavaciones incluyeron el análisis estratigráfico del terreno y proporcionaron resultados fiables. En concreto en la isla de Milo pudo reconocerse la presencia de tres ciudades superpuestas, precedidas por una fase aún más antigua (preurbana). Y sobre todo se comprobó que estas diversas fases podían ser relacionadas con los estilos de cerámica.
A partir de entonces, el interés se quedó a la zaga, pero se reanimó a mediados del siglo XX, cuando coleccionistas comenzaron a pujar por las tallas de corte modernista que se parecían tanto a la escultura de Jean Arp o de Constantin Brancusi. Los sitios arqueológicos fueron saqueados y surgió un activo comercio de falsificaciones. El contexto de muchas de estas figurillas cicládicas ha sido así destruido. Otros intrigantes y misteriosos objetos son las sartenes cicládicas. La arqueología ha revelado las líneas generales de esta cultura agrícola y marinera.

### Origen de los habitantes de las Cícladas

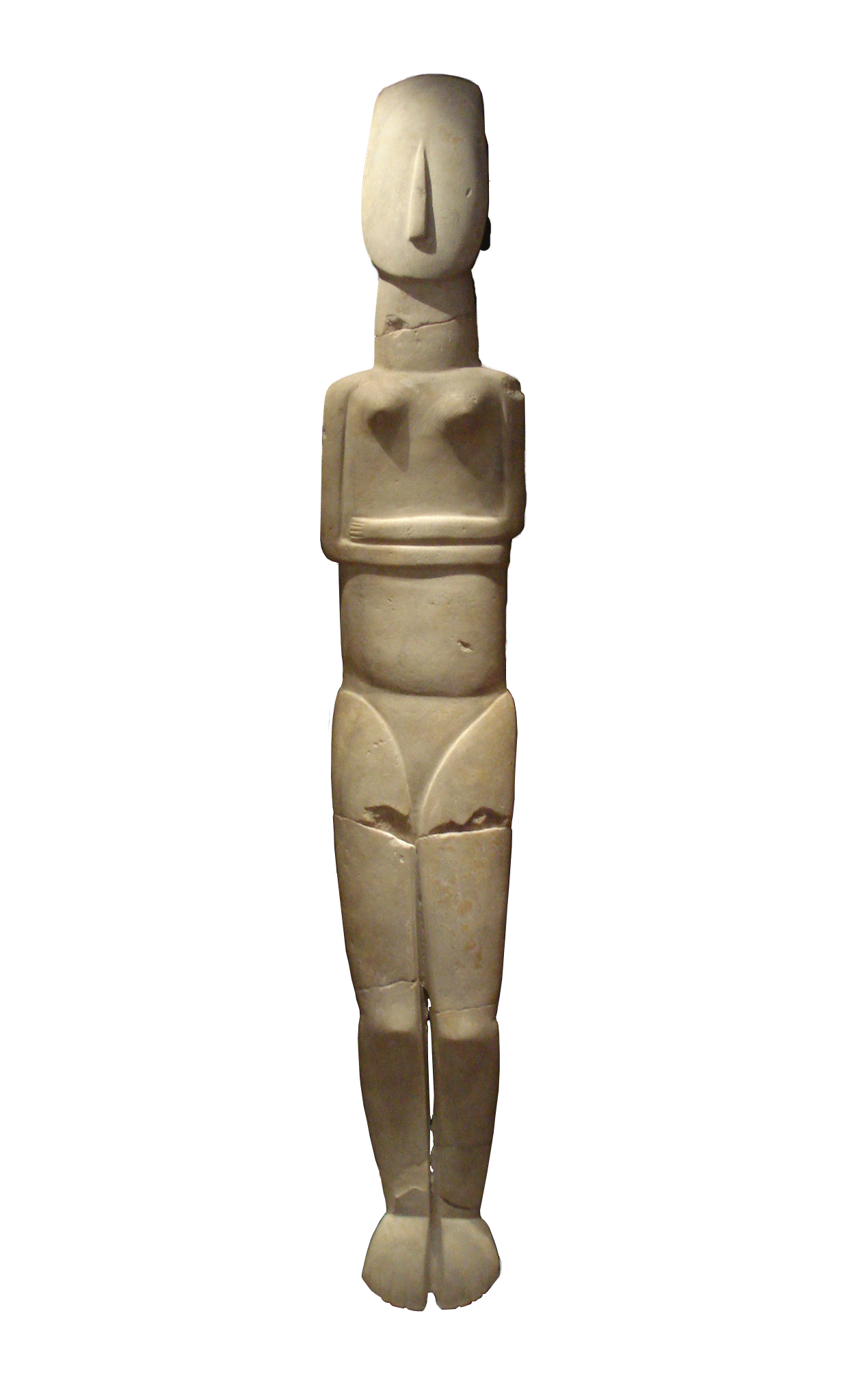
Ídolo cicládico conservado en el Museo Arqueológico Nacional de Atenas.

Otro tema de encendidos debates fue el del origen de los primeros habitantes de las Cícladas. 
Hasta los 50 del siglo XX, la ausencia de huellas de asentamientos neolíticos en las islas daba pie a suponer que estas no estaban habitadas en aquel periodo; por lo tanto, su poblamiento se situaba en torno al 2600 a. C. Pero ¿de dónde procedían aquellos primeros habitantes de las Cícladas? Casi todos los investigadores coincidían en afirmar que se trataba de grupos heterogéneos llegados de Anatolia en el curso de migraciones sucesivas, y muchos señalaban que uno de los centros de procedencia, entre el 2800 y el 2300 a. C., fue Troya. En cualquier caso parecía cierto que, en el momento de llegar a las islas, aquellos grupos poseían ya una civilización propia y definida, que después evolucionó de manera autónoma.
Era la única hipótesis posible, dado que las demás carecían de base. Faltaban por completo las informaciones históricas, y las breves noticias de Tucídides, que es necesario repetir, vivió en el siglo V a. C., hacían referencia a una época más avanzada, concretamente a la expansión cretense por el archipiélago. Según menciona el historiador, en aquel tiempo las islas estaban habitadas por los carios, cuyas armas hallaron los atenienses en más de la mitad de las tumbas que descubrieron en el curso de la purificación de la isla de Delos.
Pero las excavaciones efectuadas en los 60 suministraron nuevos elementos que echaron por tierra gran parte de las precedentes hipótesis.
Fue posible determinar que las Cícladas estaban ya habitadas, por lo menos, en los últimos tiempos del Neolítico Medio y en el Neolítico Final; es decir hacia el 5000 a. C. Así lo demostraban los hallazgos habidos en Saliagos, un islote entre las islas de Paros y Antíparos, entre 1964 y 1965, así como las excavaciones que en 1963 se llevaron a cabo en Kefala, en la isla de Ceos.
Los descubrimientos de Saliagos fueron muy interesantes. Eran restos de habitaciones de planta rectangular, sobre fundamentos de piedra, cerradas por un muro perimetral. En ellas aparecieron cerámicas de formas geométricas, cuya superficie oscura estaba decorada con motivos en blanco opaco, rectilíneos o curvos. Estos elementos configuraban la que, a partir de entonces, se llamó cultura de Saliagos, que englobó otros hallazgos de las mismas características en Vouni (isla de Antíparos), Agriliá (Milo) —no confundir con otro yacimiento arqueológico cicládico llamado también Agriliá en la isla de Kufonisi— y Mavri Spilia (Miconos). Los materiales fueron sometidos a pruebas de datación mediante el carbono 14 (14C), según las cuales, y en relación con las excavaciones de Emporió X en la isla de Quíos, pudo determinarse que esta cultura floreció en torno al 4900 a. C. A ella se asociaron también puntas de obsidiana y pequeñas figuras tanto esquemáticas como naturalistas.
Por las mismas fechas, el arqueólogo Caskey halló en Kefala una necrópolis con tumbas redondas, ovaladas y rectangulares. En general estaban realizadas con pequeños muros de piedra inclinados hacia el centro, aunque algunas se habían excavado parcialmente en la roca; las había individuales y múltiples. Entre los escombros salieron a la luz numerosas cerámicas de color oscuro, algunas rojizas y otras de color rojo brillante. Había jarras de cuello largo y fino, tazas, una especie de cazo de extravagante forma, una estatuilla obscena de terracota, etc. Dado que estos objetos, y especialmente la cerámica oscura, mostraban características afines a la de otros hallazgos producidos en el Ática y en las Cícladas noroccidentales, se asignó a esta cultura la denominación de Ática-Kefala. Sabemos que se desarrolló hacia el 3500 a. C.
En definitiva, tanto sobre el origen como sobre la lengua de los cicládicos no se ha podido establecer nada seguro, aunque se ha sugerido que hay una alta probabilidad de que pertenecieran a una rama no indoeuropea. Los descubrimientos arqueológicos obligaron a revisar las conclusiones de quienes atribuían un origen exclusivamente anatólico a la civilización cicládica. Uno de los principales argumentos en que se apoyaban era la presencia de tumbas de cista, pero el hecho de que este tipo de tumbas aparezca ya en la necrópolis de Kefala sugiere una continuidad local. Sin duda hay ciertas analogías entre la civilización cicládica y la anatólica, pero ello no demuestra que haya sido Anatolia el hogar originario de aquella. Algunas de sus formas parecen de origen local; otras podrían estar ligadas al continente griego.

### Las ciudades de los vivos

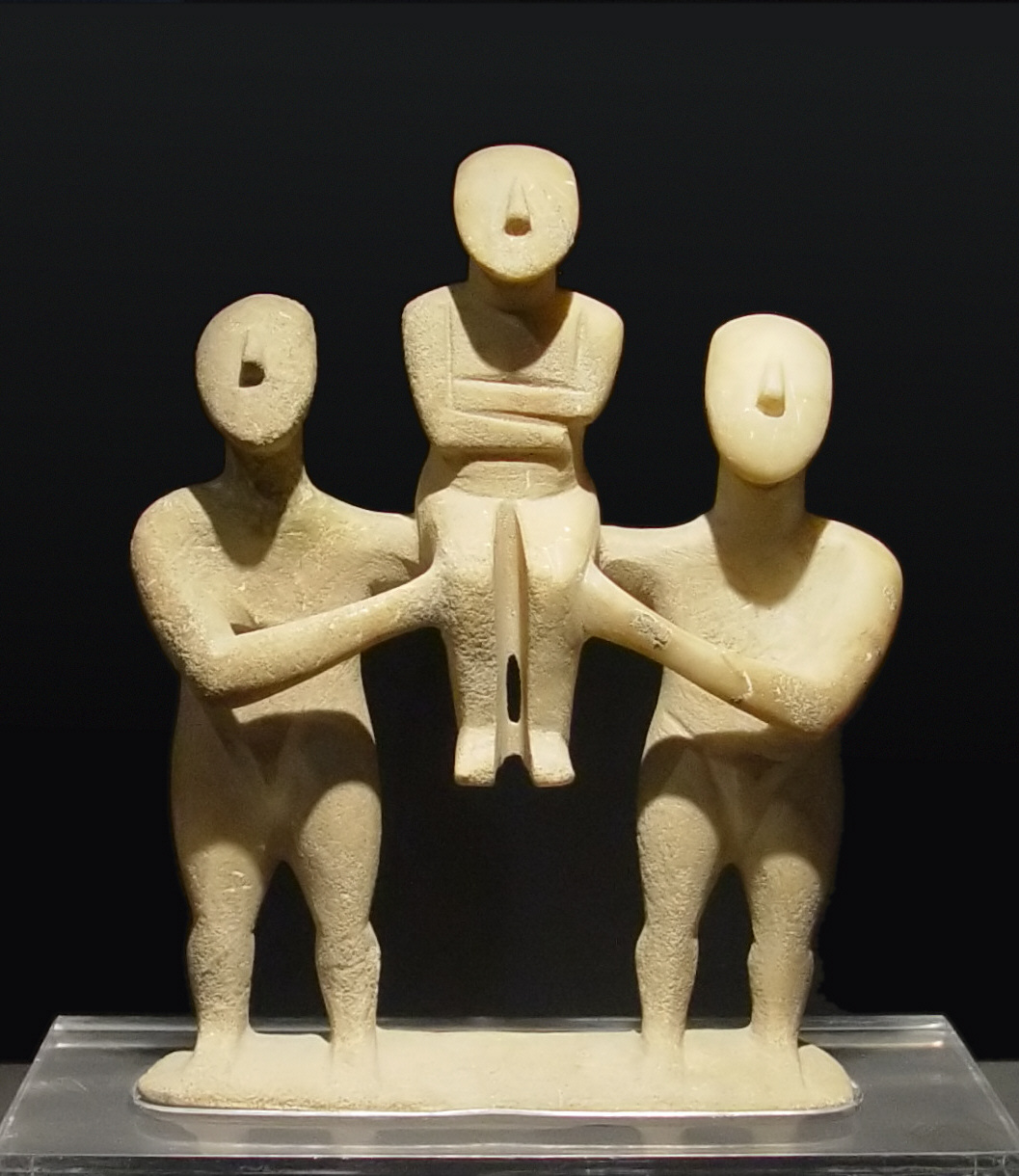
Grupo de tres figuras cicládicas.

Disponemos de datos procedentes de excavaciones de asentamientos y viviendas aisladas, pero no siempre son del todo fiables por las dificultades que entraña la datación.
Los hábitats tenían un cierto urbanismo con una disposición de las casas en calles. Las viviendas, generalmente divididas en dos habitaciones, eran de piedra y se encuentran ejemplos de paredes curvas y rectas. Carecían de ladrillos, tejas y revestimientos y los suelos estaban formados por la propia tierra. Estas circunstancias hacen que, una vez destruidos, sean difícilmente detectables arqueológicamente.

### Los muros defensivos
Algunos de los asentamientos, como Jalandrianí (Siros), Pánormos (Naxos) y Markianí (Amorgos) contaban con fortificaciones.
En Jalandrianí se trata propiamente de una acrópolis, tres de cuyos lados están defendidos por un precipicio. Bastó con fortificar el cuarto lado mediante una muralla doble, semielíptica, de cerca de 60 m. Del muro externo, el más débil, quedan un par de hileras de piedras. En su centro se abre una puerta dispuesta oblicuamente respecto al muro. La muralla interior, de sillares pequeños, está reforzada por 5 torres. Los accesos eran dos, situados junto a la segunda torre y entre la tercera y la cuarta, y obligaban también a los agresores a un largo recorrido al descubierto.

### Las ciudades de los muertos

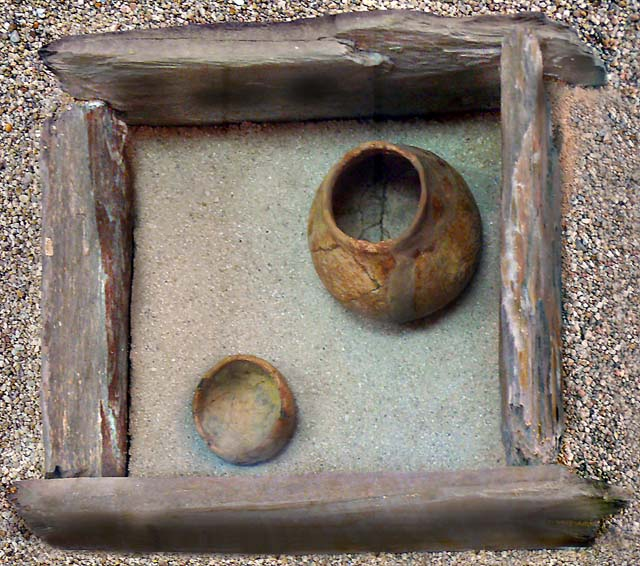
Reconstrucción de una tumba de cista.

Las tumbas cicládicas más habituales son de tipo de cista. Se excavan a poca profundidad en las pendientes de las colinas, a veces hasta la orilla del mar y tienen forma trapezoidal, con los lados revestidos de piedras planas. La cobertura es también de piedras sin tallar, mientras que el piso es de piedra, guijarros o sencillamente tierra apisonada. Sus dimensiones son reducidas. No más 1,20 m de longitud. Otra característica es la presencia de algunas tumbas múltiples, probablemente de miembros de una misma familia, en las que se superponen las sepulturas.
En el Cicládico Antiguo I se dan casi exclusivamente tumbas en cista y están también presentes en los periodos cicládicos posteriores pero, además, en la fase II del Cicládico Antiguo aparecen las llamadas «tumbas de saledizo» en Siros y, en la fase III, las tumbas excavadas en roca, halladas principalmente en la isla de Melos. Por último, también hay algunas tumbas infantiles en pithoi.
Las «tumbas de saledizo» están documentadas únicamente en la isla de Siros. Se trata de pequeñas tumbas con cámara, con paredes de piedra en seco cuyas hiladas van aproximándose hacia el interior hasta formar una falsa bóveda, que en su parte superior se cierra con una gran lastra cuyo peso da solidez al conjunto. Como detalle curioso hay que observar que estas tumbas tienen una abertura que comunica con el exterior y cuya función no está clara. Sus dimensiones no permiten el paso de un cuerpo. Posiblemente se destinaba a ciertos ritos funerarios. A propósito de tales ritos recordemos que en las tumbas de cista el cuerpo del difunto, o los cuerpos cuando eran varios, se disponía recostado sobre el lado derecho, las rodillas dobladas hacia el pecho y el antebrazo llevado hacia la cabeza. De ahí las reducidas dimensiones del enterramiento.
Muy posiblemente esta variedad tenga relación con el aumento de contactos con diferentes áreas del Egeo que tuvieron lugar en estos periodos. De hecho, en algunas áreas externas a las Cícladas como Ano Kufonisi, Agia Fotiá —en Creta—, Yaso —en Anatolia—, Tsepi, Hagios Kosmás —en el Ática— y Manika —en Eubea— se hallan tumbas con objetos y usos de la cultura cicládica.

### Las prácticas religiosas

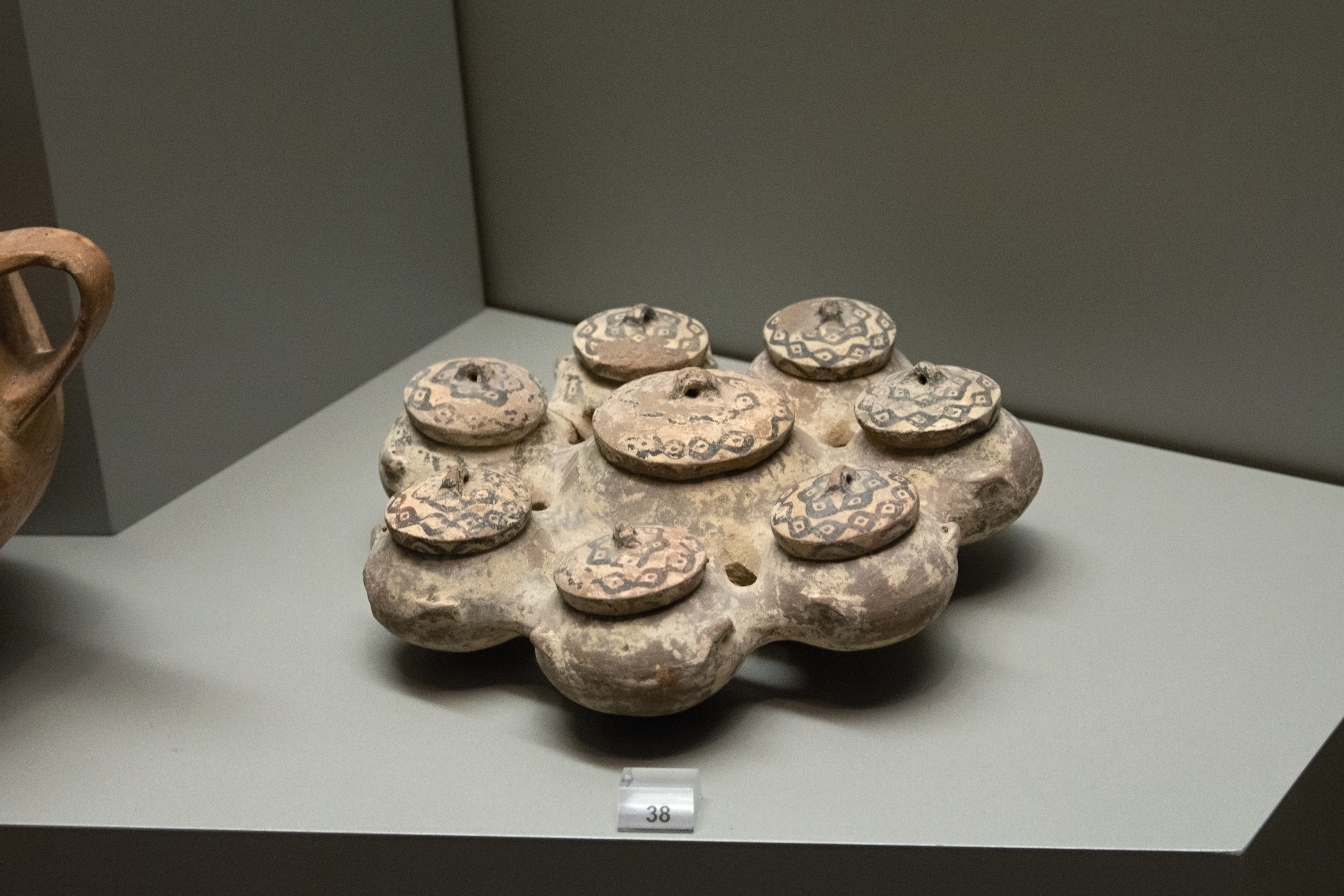
Kernos cicládico expuesto en el Museo Arqueológico Nacional de Atenas.

La escasez de hallazgos arqueológicos hace que sepamos muy poco de las prácticas religiosas de los pueblos cicládicos. Mientras que en Creta se han encontrado numerosos lugares de culto, en las Cícladas tan solo conocemos uno. En el puerto de Minoa, en la isla de Amorgos, bajo una gran peña, se han hallado fragmentos de cerámica y algunos vasos enteros. Parece que en tiempos remotos existió allí una gruta o quebrada. Cerca, en otra quebrada, se han hallado también muchos restos cerámicos. Las excavaciones dirigidas por Tsountas en esta misma zona revelaron la existencia de fosas semejantes repletas de añicos. En una de ellas el mismo arqueólogo descubrió, además, cierto número de vasos más o menos completos, alguna pieza en forma de huso y trozos de obsidiana. Muchos vasos contenían astillas de hueso, a menudo ennegrecidas y calcinadas, dientes de oveja, cabra o buey.
El descubrimiento de estos depósitos de vasos bajo las rocas o en anfractuosidades del terreno, por un lado, y la completa ausencia de necrópolis en los alrededores, por otro, sugieren que nos hallamos ante un lugar sagrado al aire libre donde probablemente se celebrasen ritos con ofrendas, objetos votivos y sacrificios de animales. Las cenizas, mezcladas con los huesos y los exvotos, se depositaban finalmente en la quebrada de modo que quedaran en estrecho contacto con la roca, que simbolizaría a la Diosa Madre.

### Estructura social y economía
Del hecho de que la mayor parte de objetos provengan de un número reducido de tumbas, en tanto que en la mayoría de éstas solo hayan aparecido uno o dos por término medio, cabe deducir que el pueblo cicládico había pasado ya de la sociedad diferenciada, en el que destacaban determinados grupos y personas. Había «ricos» o «notables» que se podían permitir un ajuar funerario acorde con su rango, en tanto que los «pobres» debían contentarse con un ídolo, una vasija o un sencillo adorno. Esta hipótesis viene corroborada por otro indicio, como es el de la aparición en las tumbas de objetos ya usados: vasijas con evidentes huellas de composturas, píxides con tapaderas que no les corresponden, etc. De eso han deducido algunos estudiosos que las familias pobres compraban para sus difuntos un ajuar literalmente de «segunda mano».
Esto es, en suma, lo que revelan las necesidades acerca de la estructura social de aquellas gentes. Algunos otros hallazgos se refieren a la vida económica. Es posible afirmar que se trataba de un pueblo de agricultores —los suelos volcánicos de algunas islas hacían que el cultivo de la vid fuera propicio, y en los valles interiores se cultivaba trigo y cebada—, pastores y artesanos. Además, obtenían mármol —en Naxos y Paros—, obsidiana —en Melos—, oro —en Sifnos— y galena argentífera —en Naxos y Ceos— de la que se obtenían plomo y plata. Mediante estos y otros elementos minerales, los artesanos producían herramientas, joyas, estatuillas, vasijas y, en una fase del Cicládico Antiguo más avanzada, armas.
Sin duda, otras actividades eran la pesca y en la navegación. Que practicaban la primera lo prueban tanto el descubrimiento de algunos anzuelos de bronce, como la decoración de ciertos vasos de terracota en que aparecen hombres portando un pez en cada mano. En cuanto a la navegación, hay decoraciones en las llamadas sartenes cicládicas en las que aparecen representadas naves variadas, propulsadas a vela o mediante remos, algunas seguramente simples barcos de pesca y otras de mayor envergadura, algunas quizá capaces de servir para las más audaces exploraciones. De hecho, parece que los marinos de las Cícladas no se limitaron a comerciar con la vecina Creta, el Peloponeso y Anatolia, sino que llegaron hasta la costa dálmata, Cerdeña y, por lo menos durante el Bronce Medio, a partir del 2000 a. C., hasta las Baleares y el sur de Francia, ya que en todos estos lugares han aparecido objetos de elaboración cicládica.
Por desgracia aquel pueblo que poseía nociones de numeración no dejó documentos escritos que permitan caracterizarlo con mayor precisión.